# Spoorlijn Neumünster - Flensburg
De spoorlijn Neumünster - Flensburg is een hoofdspoorlijn door het zuidelijke deel van het voormalige hertogdom Sleeswijk en is als spoorlijn 1040 onder beheer van DB Netze. De spoorlijn sluit in Flensburg aan op de spoorlijn naar Padborg. In Neumünster is aansluiting op het traject Hamburg-Altona - Kiel.

## Geschiedenis
De spoorlijn is ontstaan uit verschillende reeds bestaande trajecten. De Rendsburg-Neumünsterschen Eisenbahn-Gesellschaft opende op 18 september 1845 de eerste 34 kilometer van deze spoorlijn tussen Neumünster en Rendsburg. Op 4 oktober 1854 werden de spoorlijnen Flensburg - Tönning en Oster-Ohrstedt - Rendsburg geopend door Peto, Brassey and Betts, een Engels bouwconsortium, waarmee er een verbinding tussen Rendsburg en Flensburg werd gerealiseerd. Deze lijn liep in Flensburg naar het later vernoemde Engelse station (kopstation). Dit station lag aan de zuidzijde van de Flensburger Förde in de Flensburger Altstadt en werd op 25 oktober 1854 door de Deense koning Frederik VII in gebruik genomen.
Na het verlies van Sleeswijk in de Pruisisch-Deense oorlog gingen de eigendommen van het traject per 1 januari 1864 over aan het net van de Altona-Kieler Eisenbahn-Gesellschaft. Door deze maatschappij werd een rechtstreekse verbinding tussen Klosterkrug en Eggebek gebouwd via Schleswig en Jübek. De gedeelten tussen Eggebek en Sollbrück en tussen Oster-Ohrstedt en Klosterkrug werden in 1869 gesloten en opgebroken.

## Traject

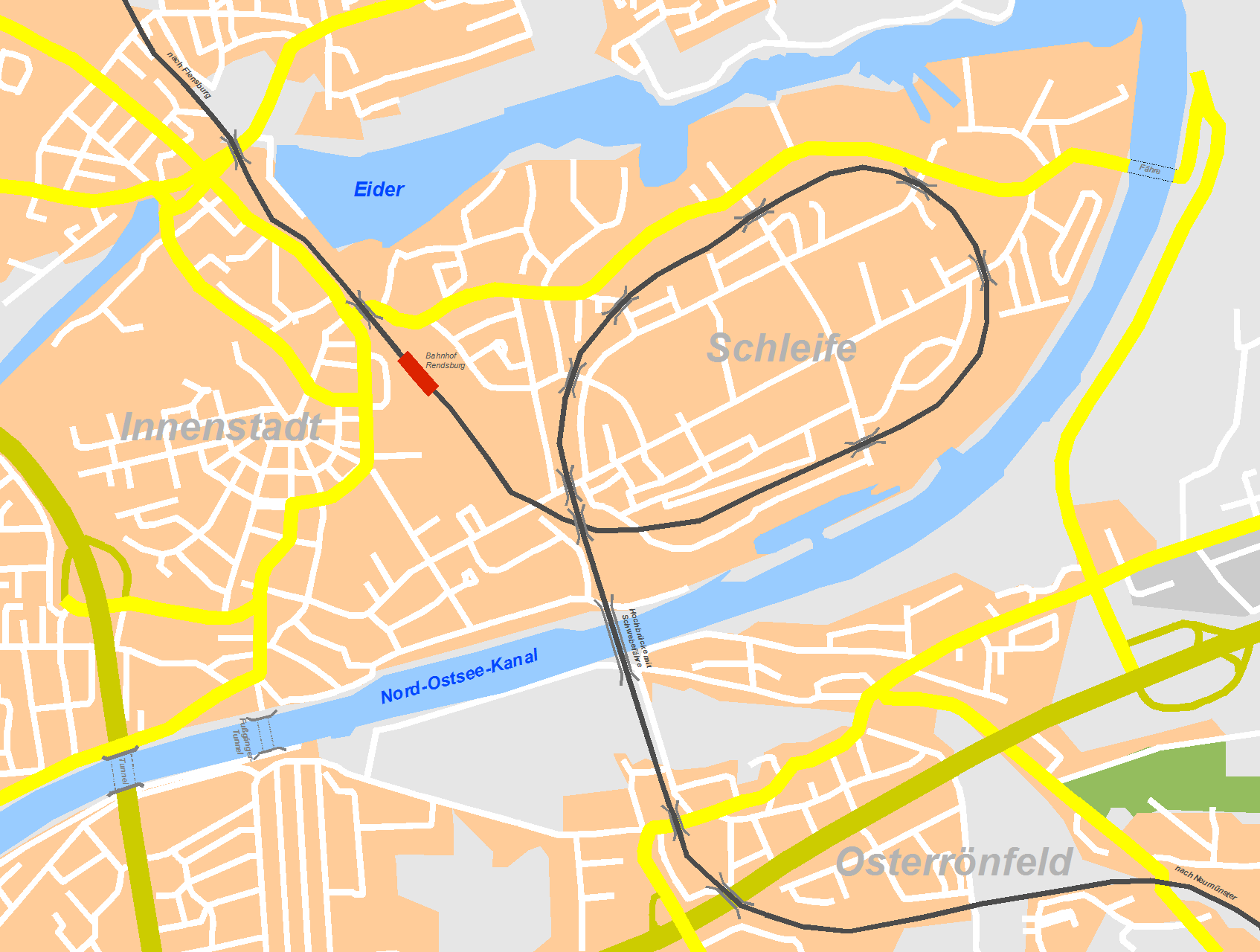
Rendsburger Schleife

Het traject verloopt door landschappelijk gesproken een vlak land. De belangrijkste kunstwerken zijn de Rendsburger Hochbrücke over het Noord-Oostzeekanaal met lus door de stad Rendsburg. In Flensburg ligt het traject sinds 1927 met een grote boog om de toenmalige stadsrand.

## Treindiensten
Na stillegging van het regionaalverkeer door de Deutsche Bahn schreef het land Sleeswijk-Holstein op korte termijn een aanbesteding uit voor vervangend vervoer bij de privé onderneming FLEX AG. Dit bedrijf nam met moderne locomotieven en gebruikte rijtuigen het treinverkeer op. De FLEX bood elke twee uur een verbinding aan van Padborg in Denemarken naar Hamburg Hauptbahnhof met stops in Flensburg, Tarp, Schleswig, Rendsburg, Nortorf, Neumünster en Elmshorn. Na dat FLEX failliet werd verklaard ging de bedrijfsvoering tot december 2005 over naar de Nord-Ostsee-Bahn (NOB). Sinds december 2005 werd deze dienst overgenomen door DB Regionalbahn Schleswig-Holstein onder de naam Schleswig-Holstein-Express. De NOB bedient eenmaal per uur het traject Husum - Jübek - Schleswig - Rendsburg - Kiel met moderne treinstellen.
De Deutsche Bahn verzorgt het personenvervoer op dit traject met ICE, IC, RE en RB treinen. De Nord-Ostsee-Bahn verzorgt het personenvervoer op dit traject met RE treinen
| Serie    | Treinsoort                      | Route | Bijzonderheden             |
| -------- | ------------------------------- | --- | -------------------------- |
| IC/EC 76 | Intercity (DB Fernverkehr)      | Hamburg Dammtor – Neumünster – Rendsburg – Schleswig – Flensburg – Padborg – Kolding – Fredericia – Vejle – Horsens – Skanderborg – Århus H |                            |
| RE 7     | Regional-Express (DB Regio)     | Hamburg Hbf – Hamburg Dammtor – Elmshorn – Neumünster – Rendsburg – Schleswig – Flensburg                                                   | Schleswig-Holstein-Express |
| RE 74    | RegionalExpress (DB Regio Nord) | Kiel Hbf – Rendsburg – Schleswig – Husum |                            |
| RB 75    | Regionalbahn (DB Regio Nord)    | Kiel Hbf – Felde – Rendsburg |                            |

## Aansluitingen
In de volgende plaatsen is of was er een aansluiting op de volgende spoorlijnen:
Neumünster
DB 1041, spoorlijn tussen Neumünster en Ascheberg
DB 1042, spoorlijn tussen Neumünster en Heide
DB 1043, spoorlijn tussen Neumünster en Bad Oldesloe
DB 1220, spoorlijn tussen Hamburg-Altona en Kiel
Osterrönfeld
DB 1022, spoorlijn tussen Kiel en Osterrönfeld
lijn tussen Osterrönfeld en het Rader Insel
Rendsburg
DB 1012, spoorlijn tussen Rendsburg en Husum
Schleswig
DB 1010, spoorlijn tussen Schleswig en Schleswig Altstadt
DB 9103, spoorlijn tussen Schleswig en Friedrichstadt
Jübek
DB 1011, spoorlijn tussen Jübek en Husum
Flensburg-Weiche
DB 1000, spoorlijn tussen Flensburg en Padborg
DB 1001, spoorlijn tussen Flensburg en Lindholm
DB 1208, spoorlijn tussen Husum en Flensburg
Flensburg
DB 1002, spoorlijn tussen Flensburg en de oostelijke havens
DB 1003, spoorlijn tussen Flensburg en de westelijke havens
DB 1004, spoorlijn tussen de aansluiting Wilhelminental en de aansluiting Friedensweg
DB 1005, spoorlijn tussen Flensburg en de aansluiting Friedensweg
DB 1020, spoorlijn tussen Kiel en Flensburg

## Elektrificatie
Het traject werd in 1996 geëlektrificeerd met een wisselspanning van 15.000 volt 16 2/3 Hz.